# 游崇功
游崇功(？—1721年)，字仲嘉，福建漳浦人。中國清朝武將官員。
累迁福建长福营守备，分防长乐县。游崇功於1716年（康熙55年）奉旨接替阮蔡文，於台灣地區擔任台灣北路營參將（營署設於諸羅）。
康熙六十年(1721年)，朱一贵起事，率兵赴安平，战死。
| 前任： 阮蔡文 | 台灣北路營參將 1716年上任 | 繼任： 張彪 |